# Isabel Ferrer i Sabrià
Isabel Ferrer i Sabrià (Vilanova i la Geltrú, 15 de novembre de 1852 - Paterna, Horta Oest, 20 de novembre de 1936) fou una religiosa, cofundadora de la Congregació de les Germanes de la Doctrina Cristiana. Morta en començar la Guerra Civil espanyola, és venerada com a beata per l'Església catòlica.

## Biografia
Nascuda a Vilanova, als 28 anys s'uní a Miquela Grau i Esperança Pasqual per fundar un institut religiós d'ensenyament cristià, el de les Germanes de la Doctrina Cristiana, fundat el 26 de novembre de 1880 a Molins de Rei. Destacà per la seva dedicació als més necessitats.
En esclatar la Guerra Civil, el 19 de juliol de 1936 la comunitat hagué de deixar la casa de la congregació de Carlet (València). La superiora, Maria dels Àngels Lloret i Martí i setze germanes més, que no pogueren reunir-se amb altres familiars, s'aplegaren i formaren una comunitat, refugiades en una casa llogada al carrer de Chapí, 7, de València. Entre elles hi havia Isabel Ferrer.
Dues en foren detingudes i afusellades el 26 de setembre. El 20 de novembre, una patrulla de milicians les va detenir; foren portades a Paterna i les quinze germanes foren afusellades. Aquell dia es commemora llur martiri.
Les disset foren beatificades com a màrtirs el dia 1 d'octubre de 1995.